# Peter Brunt
Peter Brunt (1961) is een Nederlands violist. Hij studeerde viool aan het Conservatorium van Amsterdam bij Bets van der Horst, Davina van Wely en Herman Krebbers. Daarna studeerde hij verder aan de Juilliard School in New York bij Dorothy DeLay en bij Sandor Végh. In 1981 won hij het Nationaal Vioolconcours Oskar Back. 
Brunt was enkele jaren aanvoerder van de tweede violen bij het Koninklijk Concertgebouworkest. Vervolgens was hij enkele jaren concertmeester bij Nieuw Sinfonietta Amsterdam en gast-concertmeester bij andere orkesten. Hij is hoofdvakdocent aan de conservatoria van Den Haag en Amsterdam.
Daarnaast werkt Brunt als solist met orkesten in binnen- en buitenland. Hij maakte onder andere een cd met het vioolconcert dat Willem Jeths speciaal voor hem schreef. Ook is Brunt actief in de kamermuziek. Tot 2005 speelde hij in het Osiris Trio (een pianotrio) met pianiste Ellen Corver en celliste Larissa Groeneveld. Met dit trio trad hij op in diverse landen in Europa en de Verenigde Staten. Ze namen cd's op met repertoire variërend van Joseph Haydn tot nieuwe composities die speciaal voor het Osiris Trio werden geschreven. Toen Vesko Eschkenazy na vijf jaar uit het Osiris Trio vertrok werd Peter Brunt in september 2010 opnieuw vaste violist van het trio. 
Met de Wiek Hijmans op elektrische gitaar vormt hij het duo BruntHijmans.
- Gemeinsame Normdatei: 1122222475
- International Standard Name Identifier: 0000 0000 5361 3784
- MusicBrainz: 457c0486-2838-4776-99e8-502ed85999ce
- Nationale Bibliotheek van Israël: 987007329798705171
- Virtual International Authority File: 7541148269825205230004